# جائزة الطاقة العالمية
جائزة الطاقة العالمية هي جائزة دولية في مجال صناعة الطاقة تُمنح للأبحاث العلميّة المتميزة ولتطوير التقنيات العلمية في مجال الطاقة، والتي توفّر أنظمة طاقة ذات كفاءة أكبر، ومصادر أكثر أماناً بيئيّاً للطاقة مما يخدم مصالح البشر جميعاً.
أنشئت جائزة الطاقة العالمية في عام 2002 بمبادرة من الفيزيائي الروسي الحائز على جائزة نوبل في الفيزياء جوريس ألفيروف. يتسلم الفائز الجائزة من رئيس روسيا أو شخص ينوب عنه. تتألف جائزة الطاقة العالمية من ميدالية فخرية، وتمثالًا صغيرًا، ودبلومًا، ودبوسًا فخريًا ذهبيًا، ومبلغ نقدي وصلت قيمته في عام 2021 إلى 39 مليون روبل روسي، وهو ما يعادل 530 ألف دولاراً أمريكيّاً.
يقع المقر الرئيسي لمؤسسة جائزة الطاقة العالمية في موسكو بروسيا، وتديرها رابطة الطاقة العالمية، وهي منظمة تهتم بتطوير البحوث والمشاريع الدولية في مجال صناعة الطاقة، وتشرف على المؤتمرات والبرامج الإعلامية، وبرامج دعم العلماء الأصغر سنًا في مجال الطاقة، وتصدر تقريرًا سنويًا بعنوان عشرة أفكار واعدة في الطاقة للسنوات العشر القادمة.
تُعتبر جائزة الطاقة العالمية هي أكبر جائزة روسية، وواحدة من أكبر الجوائز في العالم، وتصفها الصحافة الروسية باعتبارها المكافئ الروسي لجائزة نوبل، وهذا ما يؤكده المرصد العالمي للترتيب والتميز الأكاديمي الذي يُصنّف الجائزة في المركز التاسع والتسعين ضمن قائمة الجوائز العالمية الأكثر شهرة، وهي الجائزة الروسية الوحيدة المدرجة في هذه القائمة.

## لمحة تاريخية

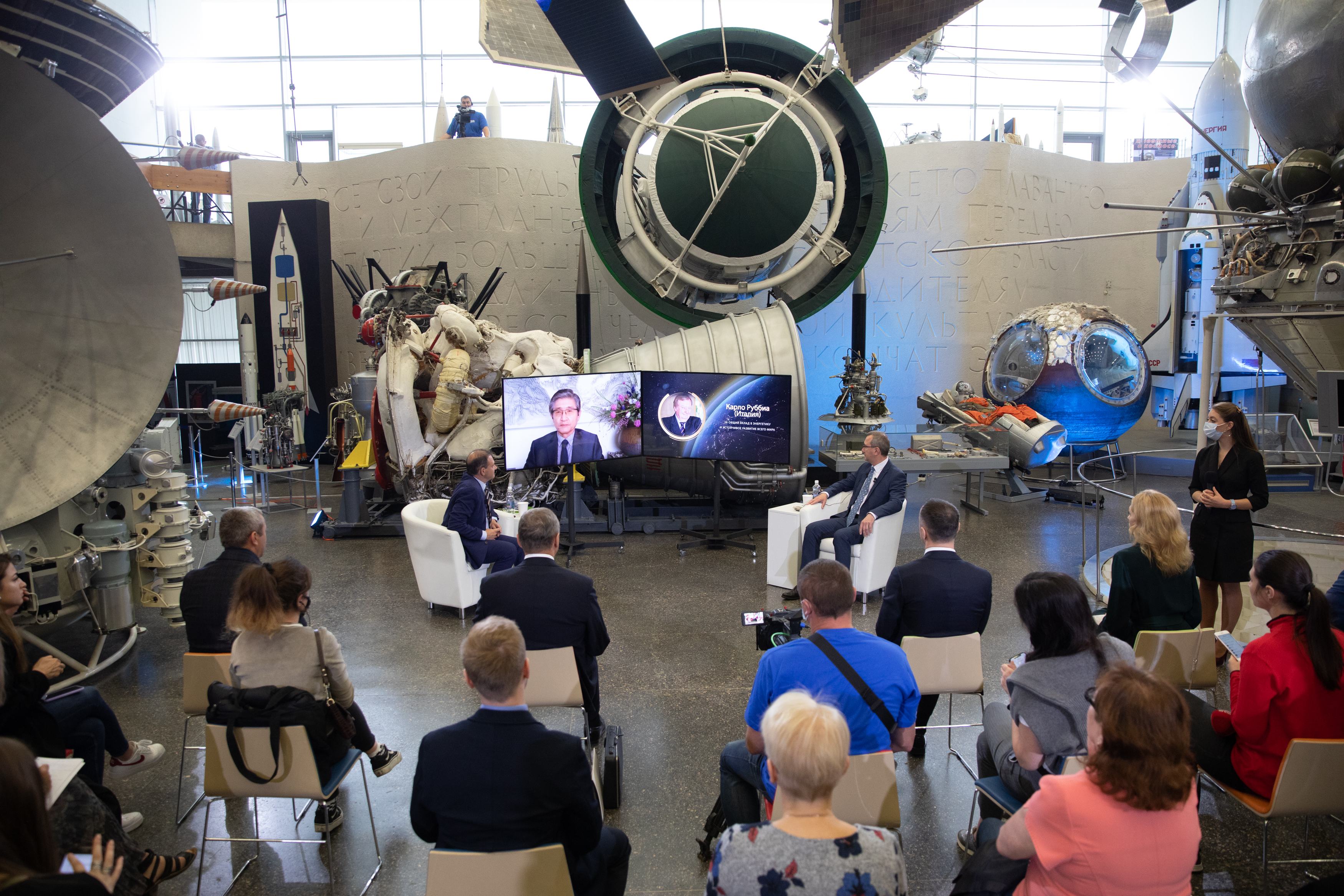
الإعلان عن الفائزين بجوائز الطاقة العالمية لعام 2020 في متحف ولاية تسيولكوفسكي بروسيا

كان صاحب فكرة إنشاء جائزة الطاقة العالمية هو الفيزيائي والأكاديمي الروسي وعضو الأكاديمية الروسية للعلوم جوريس ألفيروف الحائز على جائزة نوبل في عام 2000، والذي اشترك في تمويل الجائزة مع شركات غازبروم، وأو أيه أو، ويوكوس، وأصبح رئيسًا للجنة الدولية المانحة للجائزة. أعلن الرئيس الروسي فلاديمير بوتين رسميّاً عن إنشاء الجائزة في قمة روسيا - الاتحاد الأوروبي في عام 2002.
أقيم حفل توزيع أولى جوائز الطاقة العالمية في يونيو 2003 في قصر كونستانتينوفسكي في بلدة ستريلنا بسان بطرسبرج بحضور الرئيس الروسي فلاديمير بوتين، وفاز بالجائزة ثلاثة علماء هم:
- نيك هولونياك من الولايات المتحدة الأمريكية، وهو أستاذ في جامعة إلينوي، ونال الجائزة عن اختراعه لأول مصابيح من أشباه الموصلات باستخدام الثنائيات الباعثة للضوء في المنطقة المرئية من طيف الضوء، ودوره باعتباره المؤسس لمجال جديد، وهو مجال إلكترونيات السيليكون والإلكترونيات الدقيقة لتطبيقات الطاقة.
- إيان دوغلاس سميث من الولايات المتحدة الأمريكية، وهو كبير المديرين والباحثين في شركة تيتان بلص ساينسز ديفيجن، ونال الجائزة لأبحاثه العلمية في فيزياء هندسة الطاقة النبضية، والنظم عالية الطاقة، ولتطوير استخدام الطاقة النبضية في تطبيقات معجل الإلكترون.
- جينادي ميسياتس.

أنشئت مؤسسة جائزة الطاقة العالمية لإدارة الجائزة، وتحولت إلى جمعية تطوعية في عام 2010، وأضافت المؤسسة إلى جانب الجائزة عددًا من البرامج المتعلقة بالطاقة. وفي أكتوبر 2016 تم تغيير اسمها إلى جمعية تطوير البحوث والمشاريع الدولية في قطاع الطاقة العالمية. أصبحت الشركات الممولة للجائزة منذ عام 2021 هي شركة غازبروم، وشركة سورغوتنفتيغاز، وشركة روسيتي.
وسعت رابطة الطاقة العالمية انتشارها الجغرافي في عام 2020 وأصبح لديها لأول مرّة ممثلين في 36 دولة حول العالم، وهو ما يعادل ثلاثة أضعاف عدد الدول التي كان لديها ممثلين فيها في عام 2019 (12 دولة)، وضعف عددها في عام 2020 (20 دولة).
تضم قائمة المرشحين لجائزة الطاقة العالمية لعام 2021 علماء ليس فقط من أمريكا الشمالية، وغرب أوروبا، وآسيا، ولكن أيضًا من دول شرق أوروبا مثل المجر، ولاتفيا، ومن دول الشرق الأوسط وإفريقيا مثل مصر، والأردن، والجزائر، وبوركينا فاسو، والكاميرون، وغانا، وغامبيا، ومدغشقر، ونيجيريا، وتوغو، وزيمبابوي، ومن دول أمريكا اللاتينية مثل المكسيك، وأوروغواي. كما تضم القائمة عدداً من العالمات النساء المرشحات من عدة دول من بينها الهند، وكازاخستان، والولايات المتحدة، وزيمبابوي.
ضمت رابطة الطاقة العالمية في عام 2020 أعضاءاً جدداً إلى مجلس أمنائها، ومن بينهم الرئيس السابق لأوروغواي خوليو ماريا سانغينيتي كويرولو، وبيتر ويلدينغ مؤسس ومدير شركة بريتيش إنفلونس، وأبيل ديدييه تيلا المدير العام لاتحاد مرافق الطاقة في إفريقيا. أصبح الرئيس الجديد لرابطة الطاقة العالمية هو سيرجي بريليف، وهو صحفي وإعلامي روسي بارز، خلفا لألكسندر إغناتوف الذي شغل المنصب بدءاً من عام 2018، وحتى عام 2020. كان إيغور لوبوفسكي قد شغل منصب رئيس الرابطة العالمية للطاقة أيضاً في الفترة من عام 2003، وحتى عام 2018.
أقيم حفل توزيع جوائز الطاقة العالمية منذ إنشائها في عام 2003 في أماكن مختلفة في عدة مدن روسية، كان أولها هو قصر كونستانتينوفسكي في بلدة ستريلنا بمدينة سان بطرسبيرغ، وأقيم حفل توزيع جوائز عام 2020 في متحف تسيولكوفسكي لتاريخ رواد الفضاء في كالوغا.
أضافت رابطة الطاقة العالمية جائزة جديدة في عام 2020، وهي الدبلومة الفخرية للرابطة، والتي تُمنح للعلماء الروس الذين ساهموا في تطوير صناعة الطاقة في الاتحاد الروسي. كان عالم الرياضيات الروسي فيكتور ماسلوف هو أول الفائزين بهذه الجائزة عن أبحاثه حول المدخلات الأساسية في سلامة الطاقة النووية.
تشرف رابطة الطاقة العالمية، إلى جانب الجائزة، على عدد من المؤتمرات في مجال الطاقة والمشاريع الإعلامية، وبرامج دعم العلماء الشباب بمشاركة خبراء مكلفين، كما تصدر تقريرًا سنويًا بعنوان عشر أفكار واعدة في مجال الطاقة للسنوات العشر القادمة.

### مجلس أمناء رابطة الطاقة العالمية

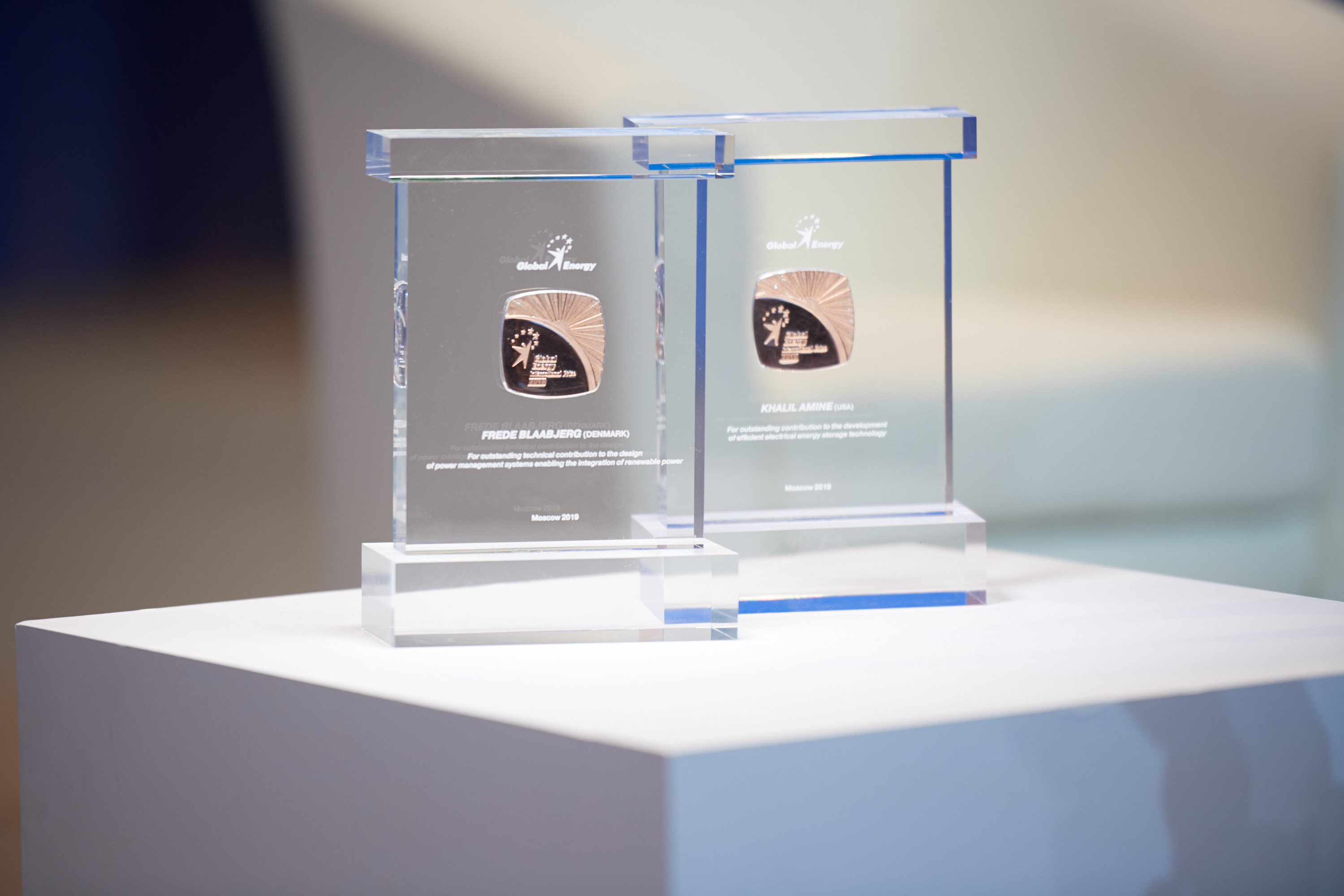
الدروع الممنوحة للفائزين بجائزة الطاقة العالمية في عام 2019

يشرف مجلس أمناء رابطة الطاقة العالمية بشكل عام على إدارة مؤسسة الجائزة، والبرامج الإعلامية والمؤتمرات والفعاليات الأخرى، ويضم كل من:
- أوليغ بودارجين: رئيس مجلس أمناء الرابطة، ونائب رئيس مجلس الطاقة العالمي، ونائب رئيس منظمة التعاون والتنمية العالمية للطاقة.
- فلاديمير بوغدانوف: الرئيس التنفيذي لرابطة الطاقة العالمية.
- سورغوتنيفتيغاس ميخائيل جورباتشوف: رئيس الصندوق الدولي للبحوث الاجتماعية والاقتصادية والسياسية (مؤسسة جورباتشوف).
- ميخائيل غوتسيريف: رئيس مجلس إدارة رابطة الطاقة العالمية.
- أركادي دفوركوفيتش: الرئيس المشارك من مؤسسة سكولكوفو.
- أليكسي ليخاتشيف: المدير العام لشركة روس اتوم.
- أليكسي ميلر: رئيس لجنة إدارة شركة غازبروم.
- أندريه موروف: النائب الأول للمدير التنفيذي.
- روسيتي الكسندر نوفاك: نائب رئيس الوزراء الروسي.
- إيغور سيتشين: الرئيس التنفيذي، ورئيس مجلس الإدارة، ونائب رئيس مجلس الإدارة لشركة روسنيفت.
- فياتشيسلاف سولومين: رئيس مجلس إدارة مجموعة إن بلس.
- بيتر ويلدينغ: من المملكة المتحدة، وهو مؤسس ومدير شركة بريتيش إنفلونس، ومدير مجموعة إنفلونس الاستشارية.
- عبد ديدييه تيلا: من ساحل العاج، وهو المدير العام لاتحاد مرافق الطاقة في إفريقيا.
- خوليو ماريا سانغينيتي كورولو: من أوروغواي، وهو حاصل على الدكتوراة الفخرية من جامعة البرازيل، وجامعة لومونوسوف موسكو الحكومية الروسية، وجامعة أسونسيون الوطنية في باراغواي، وجامعة مالايا في ماليزيا، وجامعة جنوة في إيطاليا، وجامعة بوخارست في رومانيا، وجامعة روساريو في كولومبيا، وجامعة أليكانتي في إسبانيا.

### لجنة الجائزة الدولية

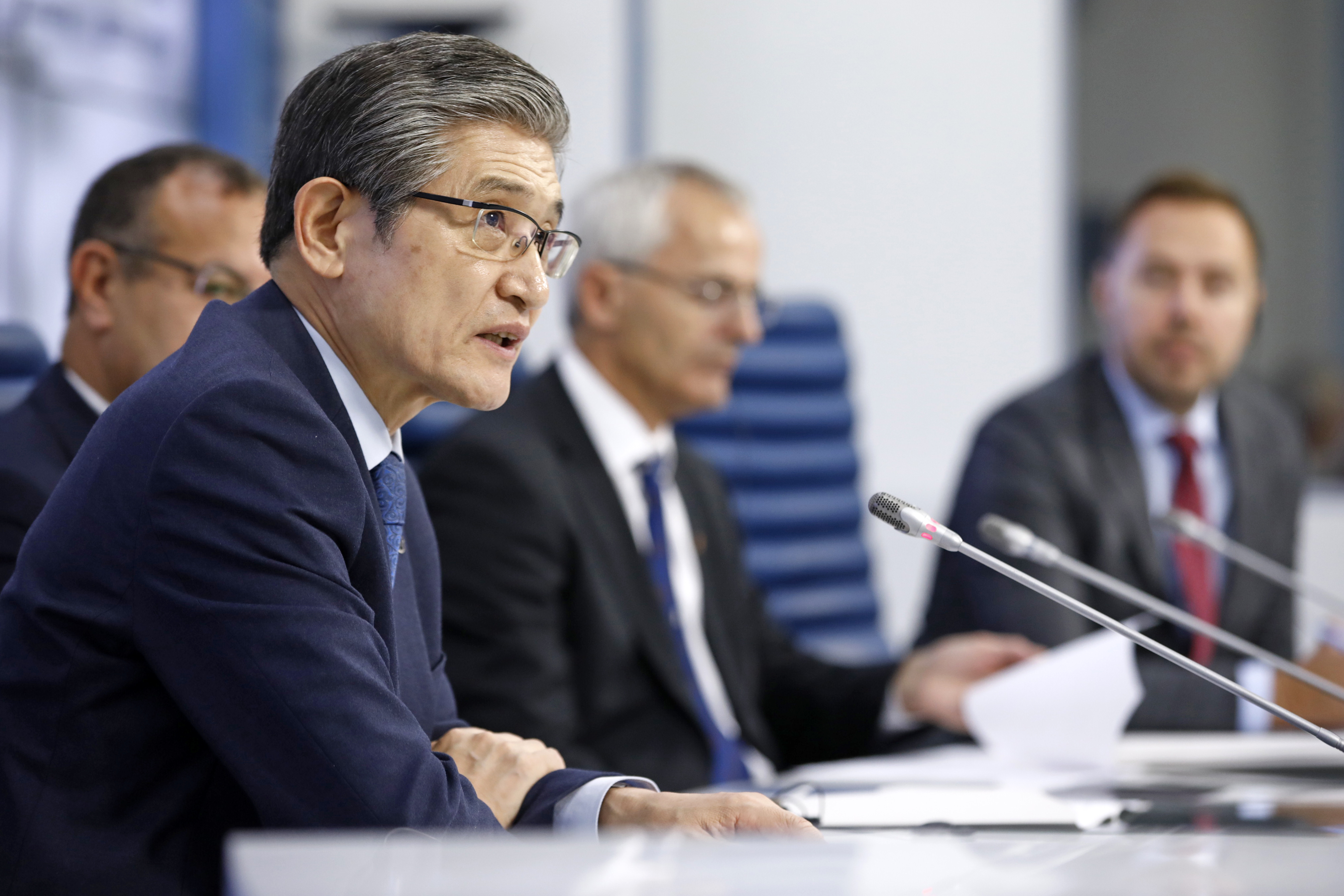
راي كوون تشونغ رئيس اللجنة الدولية لجائزة الطاقة العالمية في عام 2019

تقوم لجنة الجائزة الدولية باختيار الفائزين بجائزة الطاقة العالمية كل عام. تضم لجنة الجائزة الدولية كل من:
- راي كوون تشونغ: من كوريا الجنوبية، وهو عضو الهيئة الحكومية الدولية المعنية بتغير المناخ، وحاصل على جائزة نوبل للسلام لعام 2007، وأستاذاً فخريّاً في معهد التقارب والعلوم والتكنولوجيا بجامعة إنتشون الوطنية.
- رودني جون علام: من المملكة المتحدة: وهو عضو بالهيئة الحكومية الدولية المعنية بتغير المناخ، وحاصل على جائزة نوبل للسلام في عام 2007.
- عدنان أمين: من الولايات المتحدة الأمريكية، وهو باحث أول بجامعة هارفارد، ومدير عام فخري للوكالة الدولية للطاقة المتجددة (إيرينا).
- توماس ألبرت بليز: من الولايات المتحدة الأمريكية، وهو رئيس مجلس العلوم للمبادرات العالمية.
- مارتا بونيفرت: من المجر، وهو نائب رئيس معهد المديرين بالمجر، وعضو المجلس الاستشاري العالمي لجامعة طوكيو.
- فريدريك بوردري: من سويسرا، وهو مدير المعجلات والتكنولوجيا في المجلس الأوروبي للبحوث النووية.
- ويليام إيل يونغ بيون: من سنغافورة، وهو العضو المنتدب لشركة أسيا للطاقة المتجددة، ورئيس شركة غرين باور فويل، والمدير التنفيذي لشركة كونشوبار إنفراستراكشر فوند، والمدير المستقل لمركز مشروعات الاستثمار الدولية في تقنيات الوقود الأخضر.
- نيكولاي فوروباي: من روسيا، وهو المستشار العلمي لمعهد ميلينتييف لأنظمة الطاقة في فرع سيبيريا التابع لأكاديمية العلوم الروسية، وعضو مراسل في أكاديمية العلوم الروسية.
- ستيفن غريفيث: من الولايات المتحدة الأمريكية، والإمارات العربية المتحدة، وهو نائب الرئيس الأول، وأستاذ البحث والتطوير بجامعة خليفة للعلوم والتكنولوجيا.
- أليكسي كونتوروفيتش: من روسيا، وهو باحث رئيسي في مختبر الأسس النظرية لإمكانيات وتنبؤات النفط والغاز، وعضو في أكاديمية العلوم الروسية.
- نيكولاي كودريافتسيف: من روسيا، وهو مدير مستقل في سبيربنك.
- ديتريش مولر: من ألمانيا، وهو مستشار غرفة التجارة الألمانية الروسية.
- يوري بيترينيا: من روسيا، وهو رئيس قسم الطاقة والهندسة الكهربائية في جامعة سان بيترسبرج الكبرى للفنون التطبيقية.
- فرانشيسكو بروفومو: من إيطاليا، وهو رئيس شركة كامبانيا دي سان باولو.
- نيكولاي روغاليف: من روسيا، وهو رئيس معهد هندسة الطاقة في موسكو.
- شيانشينغ سون: من الصين، وهو المدير العام للتعاون في صناعة الطاقة، ونائب رئيس المجلس الصيني لترويج التجارة الدولية، وأستاذ فخري في جامعة دندي.
- ليي شياو: من الصين، وهو مدير مختبر الموصلية الفائقة التطبيقية، ومدير مركز البحوث متعددة التخصصات في معهد الهندسة الكهربائية.
- نوبو تاناكا: من اليابان والولايات المتحدة الأمريكية، وهو مستشار خاص بمؤسسة ساساكاوا للسلام، والرئيس التنفيذي لشركة تاناكا غلوبال إنك.
- ديفيد فايمان: من إسرائيل، وهو أستاذ فخري بجامعة بن غوريون في النقب.
- دومينيك فاش: من فرنسا، وهو رئيس مجلس إدارة مؤسسة صوفيا أنتيبوليس، ورئيس مجلس إدارة شركة آر تي إي، وعضو مجلس إدارة شركة كيجوك.

## الحاصلون على الجائزة
مُنحت جائزة الطاقة العالمية منذ إنشاءها في عام 2003 لـ42 عالمًا من 15 دولة من أنحاء العالم، ومن بينهم علماء من أستراليا، والمملكة المتحدة، وألمانيا، واليونان، والدنمارك، وأيسلندا، وإيطاليا، وكندا، وروسيا، والولايات المتحدة، وأوكرانيا، وفرنسا، وسويسرا، والسويد، واليابان.
يُمنح الفائزون بجائزة الطاقة العالمية ميدالية فخرية، وتمثالًا صغيرًا، ودبلومًا، ودبوسًا فخريًا ذهبيًا إلى جانب المبلغ النقدي. يتم ترشيح العلماء للحصول على الجائزة من علماء آخرين، أو من ممثلي المنظمات المختلفة، ويجب أن تقوم الرابطة بتفويضهم بشكل مبدئي، أو الحائزون على جائزة نوبل، والحائزون على جوائز مثل جائزة كيوتو، وجائزة ماكس بلانك، وجائزة وولف، وجائزة بالزان، والفائزون السابقون بجائزة الطاقة العالمية.
| الفائز بالجائزة        | الدولة           | ملاحظات |
| 2003                   |                  | |
| نيك هولونياك           | الولايات المتحدة | أستاذ فخري بجامعة إلينوي أوربانا شامبين |
| إيان دوغلاس سميث       | الولايات المتحدة | المدير الأول والباحث الأول في قسم علوم نبض تيتان |
| جينادي ميسياتس         | روسيا            | أكاديمي في الأكاديمية الروسية للعلوم، وعضو مجلس إدارة قسم العلوم الفيزيائية في الأكاديمية الروسية للعلوم في موسكو، ومستشار علمي، ورئيس مختبر الإلكترونيات الفيزيائية في معهد الفيزياء الكهربية في قسم الأورال في الأكاديمية الروسية للعلوم. |
| 2004                   |                  | |
| ليونارد ج. كوخ         | الولايات المتحدة | مبتكر لعدد من الأفكار والحلول في مجال سلامة المفاعلات النووية |
| الكسندر شيندلين        | روسيا            | أكاديمي في الأكاديمية الروسية للعلوم |
| فيودور ميتنكوف         | روسيا            | أكاديمي في الأكاديمية الروسية للعلوم |
| 2005                   |                  | |
| جوريس ألفيروف          | روسيا            | أكاديمي في الأكاديمية الروسية للعلوم، وحائز على جائزة نوبل في الفيزياء عام 2000 |
| كلاوس ريدل             | الولايات المتحدة | أستاذ فخري بجامعة إرلانجن في نورمبرج |
| 2006                   |                  | |
| يفغيني فيليكوف         | روسيا            | أكاديمي في الأكاديمية الروسية للعلوم، ومستشار أبحاث، ورئيس القسم الفرعي لطاقة البلازما في قسم الفيزياء وعلم الطاقة في معهد موسكو للفيزياء والتكنولوجيا، والرئيس الفخري للمركز القومي للبحوث المعروف باسم معهد كورشاتوف                      |
| روبرت أيمار            | فرنسا            | باحث في مجال الاندماج النووي الحراري الخاضع للرقابة |
| ماساجي يوشيكاوا        | اليابان          | قام بأبحاث حول حبس البلازما ذات درجة الحرارة العالية في توكاماك |
| 2007                   |                  | |
| ثورشتاين إنجي سيغفوسون | أيسلندا          | رئيس شركة أيسلاندك نيو إنرجي المحدودة، وورئيس مجلس إدارة شركة توليد الطاقة الحرارية جينري فارماراف. |
| جيفري هيويت            | المملكة المتحدة  | عضو الجمعية الملكية والأكاديمية الأوروبية للعلوم والفنون ومنظمات دولية أخرى |
| فلاديمير ناكورياكوف    | روسيا            | شارك في أبحاث حول الديناميكا المائية وعمليات نقل الحرارة والكتلة في مجال تقنيات الطاقة |
| 2008                   |                  | |
| إدوارد فولكوف          | روسيا            | أكاديمي في الأكاديمية الروسية للعلوم، وعضو في قسم الطاقة والهندسة والميكانيكا وإجراءات التحكم بالأكاديمية |
| كليمان بومان           | كندا             | حائز على دكتوراه فخرية في العلوم من جامعة أونتاريو للتكنولوجيا |
| أوليغ فافورسكي         | روسيا            | أكاديمي في الأكاديمية الروسية للعلوم، وقائد وحدة الطاقة والهندسة والميكانيكا وقسم إجراءات التحكم |
| 2009                   |                  | |
| أليكسي كونتوروفيتش     | روسيا            | أكاديمي في أكاديمية العلوم الروسية، وكبير الباحثين ، مختبر الأسس النظرية لتنبؤات محتوى النفط والغاز في فرع سيبيريا لأكاديمية العلوم الروسية                                                                                                 |
| نيكولاي لافروف         | روسيا            | أكاديمي في الأكاديمية الروسية للعلوم |
| بريان سبالدينج         | المملكة المتحدة  | أجرى أبحاثًا حول مفاهيم عمليات انتقال الحرارة والكتلة، وأساس الحسابات العملية في ميكانيكا الموائع |
| 2010                   |                  | |
| الكسندر ليونتييف       | روسيا            | أكاديمي في الأكاديمية الروسية للعلوم |
| بوريس باتون            | أوكرانيا         | الرئيس السابق للأكاديمية الوطنية للعلوم في أوكرانيا |
| 2011                   |                  | |
| فيليب روتبيرج          | روسيا            | أكاديمي في الأكاديمية الروسية للعلوم |
| آرثر روزنفيلد          | الولايات المتحدة | أستاذ وعضو في الأكاديمية الوطنية الأمريكية للهندسة |
| 2012                   |                  | |
| بوريس كاتورجين         | روسيا            | أكاديمي في الأكاديمية الروسية للعلوم، ورئيس قسم نظم الطاقة والفيزياء في معهد موسكو للطيران |
| فاليري كوستيوك         | روسيا            | أكاديمي في الأكاديمية الروسية للعلوم |
| رودني جون علام         | المملكة المتحدة  | الشريك السابق في شركة 8 ريفرز كابيتال، وعضو الهيئة الحكومية الدولية المعنية بتغير المناخ، وحائز على جائزة نوبل للسلام لعام 2007 |
| 2013                   |                  | |
| فلاديمير فورتوف        | روسيا            | أكاديمي في الأكاديمية الروسية للعلوم |
| أكيرا يوشينو           | اليابان          | زميل فخري في أساهي كاساي كورب، ورئيس مركز تقييم وتقييم تكنولوجيا بطاريات ليثيوم أيون ، الحائز على جائزة نوبل في الكيمياء 2019 |
| 2014                   |                  | |
| أشوت ساركيسوف          | روسيا            | مستشار أكاديمية العلوم الروسية وعضو مديرية معهد الأمان النووي |
| لارس جونار لارسون      | السويد           | عضو الأكاديمية الملكية السويدية للعلوم الهندسية |
| 2015                   |                  | |
| شوجي ناكامورا          | الولايات المتحدة | أستاذ في جامعة كاليفورنيا في سانتا باربرا، وحائز على جائزة نوبل في الفيزياء عام 2014 |
| ب. جايانت باليجا       | الولايات المتحدة | أستاذ، ومدير مركز أبحاث أشباه الموصلات الكهربائية في جامعة ولاية كارولينا الشمالية |
| 2016                   |                  | |
| فالنتين بارمون         | روسيا            | أكاديمي في الأكاديمية الروسية للعلوم، ورئيس فرع الأكاديمية في سيبيريا |
| 2017                   |                  | |
| مايكل غراتسيل          | سويسرا           | رئيس مختبر الضوئيات والواجهات بالمعهد الفيدرالي السويسري للتكنولوجيا في لوزان |
| 2018                   |                  | |
| سيرجي ألكسينكو         | روسيا            | أكاديمي في الأكاديمية الروسية للعلوم، ورئيس مختبر الحرارة ونقل الكتلة بمعهد الفيزياء الحرارية بفرع الأكاديمية في سيبيريا |
| مارتن جرين             | أستراليا         | أستاذ بجامعة نيو ساوث ويلز، ومدير المركز الأسترالي للخلايا الكهروضوئية المتقدمة |
| 2019                   |                  | |
| فريد بلابجيرج          | الدنمارك         | أستاذ في إلكترونيات الطاقة، ومحقق فيلوم في جامعة البورج، ورئيس مركز جامعة البورج لإلكترونيات الطاقة الموثوقة |
| خليل أمين              | الولايات المتحدة | رئيس فريق تكنولوجيا بطاريات الليثيوم المتقدمة في مختبر أرجون الوطن |
| 2020                   |                  | |
| نيكولاوس هاتزيارجريو   | اليونان          | أستاذ في الجامعة التقنية الوطنية في أثينا |
| بيدونغ يانغ            | الولايات المتحدة | مدير معهد كافلي للطاقة النانوية، وأستاذ جامعة كاليفورنيا في بيركلي |
| كارلو روبيا            | إيطاليا          | أستاذ في معهد غران ساسو للعلوم، وعضو مجلس الشيوخ بإيطاليا، وحائز على جائزة نوبل في الفيزياء عام 1984 |